# Walter Scott (politicus)

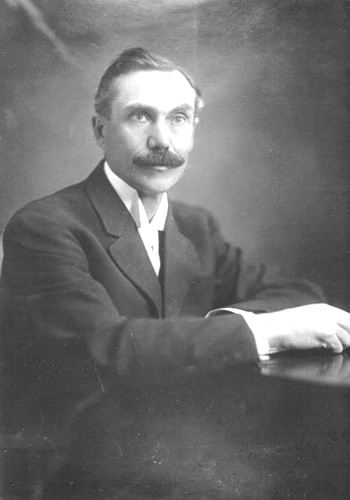
Walter Scott

(Thomas) Walter Scott (London Township, Ontario 27 oktober 1867 - Guelph, Ontario 23 maart 1938) was een Canadees politicus en de eerste premier van de provincie Saskatchewan. Hij diende in deze positie van 5 september 1905 tot 20 oktober 1916.
Scott werd geboren in Ontario, en trok op 18-jarige-leeftijd westwaarts om zich uiteindelijk in het toentertijd in de Northwest Territories gelegen Regina te vestigen. Hij werd eigenaar van een tweetal kranten en speculeerde daarnaast in land. In 1900 werd hij voor de Liberale Partij in het Canadees lagerhuis verkozen en in 1904 herkozen. In het parlement zette hij zich in voor de vorming van de provincies Alberta en Saskatchewan en op 1 september 1905 werden de nieuwe provincies opgericht. Scott werd benoemd tot de eerste premier van Saskatchewan en in december van dat jaar won hij de eerste van drie opeenvolgende provinciale verkiezingen. Tijdens zijn ambtsperiode was Scott mede verantwoordelijk voor het opzetten van diverse provinciale overheidsinstanties en publieke werken.
In 1916 werden Scott en zijn Liberalen verdacht van corruptie. Enkele leden van zijn partij werden in staat van beschuldiging gesteld hoewel Scott zelf onschuldig werd bevonden. Tezamen met zijn periodes van depressiviteit had de affaire wel zijn invloed op hem en op 20 oktober 1916 legde hij zijn ambt neer en werd hij opgevolgd door William Martin.
Scott spendeerde de laatste jaren van zijn leven in een sanatorium in Guelph waar hij ook in 1938 overleed.